# Landkreis Freiberg
Freiberg var under åren 1994-2008 en Landkreis i Sachsen, Tyskland med universitetsstaden Freiberg som huvudort. Området ingår numera i Landkreis Mittelsachsen. Bilarna härifrån har FG på registreringsskyltarna.
2008 slogs distriktet samman med de tidigare distrikten Döbeln och Mittweida för att bilda Landkreis Mittelsachsen.
1. ↑  hämtat från: italienskspråkiga Wikipedia.[källa från Wikidata]